# جان شريمبتون
جان روزماري شريمبتون (ولد في 6 نوفمبر 1942) عارضة أزياء وممثلة إنجليزية ظهرت على العديد من أغلفة المجلات بما في ذلك مجلة فوغ، هاربر بازار ،
فانيتي فير ، غلامور ، إل، لاديس هوم جورنال ،نيوزويك، ومجلة تايم. أدرجت كواحدة من أفضل 100 شخصية مؤثرة في مجلة تايم في جميع العصور، وظهرت على غلاف مجلة فوغ 20 مرة.

## نشأتها
ولدت جان شريمبتون في إنجلترا عام 1942 ، وبدأت في تصميم الأزياء في عام 1960.

## روابط خارجية
- جان شريمبتون على موقع IMDb (الإنجليزية)
- جان شريمبتون على موقع إن إن دي بي (الإنجليزية)
- جان شريمبتون على موقع ديسكوغز (الإنجليزية)
- جان شريمبتون على موقع قاعدة بيانات الفيلم (الإنجليزية)
- جان شريمبتون على موقع دليل عارضات الأزياء (الإنجليزية)